# Ostrowskie Towarzystwo Genealogiczne
Ostrowskie Towarzystwo Genealogiczne (OTG) – stowarzyszenie genealogiczne działające od 2005 z siedzibą w Ostrowie Wielkopolskim.
Do głównych celów stowarzyszenia zawartych w statucie należy działalność naukowa i wydawnicza, w szczególności publikacja poradników, wyników badań genealogicznych, bibliografii, źródeł oraz ich inwentarzy; organizowanie konferencji, odczytów oraz sesji poświęconych genealogii; prowadzenie archiwum, zawierającego dane na temat historii poszczególnych rodzin; współpraca i wzajemna pomoc członków Stowarzyszenia; doradztwo i pomoc oraz szkolenie członków i innych podmiotów zainteresowanych działalnością Stowarzyszenia; współpraca z osobami i instytucjami w zakresie zbierania informacji i wymiany doświadczeń w zakresie poszukiwań genealogicznych; utrzymywanie kontaktów z organizacjami i instytucjami o podobnym charakterze w kraju i za granicą; prowadzenie działalności integrującej członków Stowarzyszenia poprzez aktywność kulturalną, rekreacyjną i towarzyską.
Od 2006 roku OTG wydaje "Rocznik Ostrowskiego Towarzystwa Genealogicznego" (ISSN: 1897-2322). Istotnymi publikacjami, jakie ukazały się nakładem OTG, są także unikatowe w skali kraju wydanie "Akt stanu cywilnego parafii rzymskokatolickiej w Ostrowie Wielkopolskim (1808-1874)" na płycie DVD, płyta CD zawierająca "Źródła do dziejów Powstania Wielkopolskiego na Ziemi Ostrowskiej ze zbiorów Archiwum Państwowego w Poznaniu", oraz płyta DVD "II wojna światowa" w powiecie ostrowskim.
Istotnym faktem z życia OTG jest odkrycie w ostrowskim Urzędzie Stanu Cywilnego w 2009 roku przez prezesa OTG Macieja Kowalczyka akt zgonu Manfreda von Richthofena, legendarnego asa niemieckiego lotnictwa z okresu I wojny światowej.

## Zarząd
- Prezes Zarządu: Marian Franciszek Nowak
- Wiceprezes Zarządu: Jan Przybylski
- Sekretarz Zarządu: Magdalena Bartkowiak–Strzelecka
- Skarbnik: Magdalena Niedziela
- Przewodniczący Komisji Rewizyjnej: Zbigniew Marcinkowski
- Wiceprzewodniczący Komisji Rewizyjnej: Ryszard Boślak
- Członek Komisji Rewizyjnej: Henryk Przerwa

## Działalność Ostrowskiego Towarzystwa Genealogicznego
- Zorganizowanie I konferencji genealogicznej (2005).
- Współpraca z gminą ewangelicką, wspólne odczyty z ks. dr Krzysztofem Rejem nt. „Genealogia Jezusa”.
- Pierwszy numer „Rocznika Ostrowskiego Towarzystwa Genealogicznego”, 2005[2].
- Realizacja projektu badań nad ostrowskimi rodami, m.in. omówienia archiwaliów ks. prałata Alfreda Mąki dotyczące Radziwiłłów z Antonina.
- Współpraca z Oddziałem Polskiego Towarzystwa Historycznego w Kaliszu, publikacje naukowe członków OTG w „Roczniku Kaliskim”. (rozprawy „Jubileusz sześćsetlecia Ostrowa Wielkopolskiego” oraz „Pogranicze ostrowsko-kaliskie w okresie I wojny światowej”)
- Referaty oraz odczyty, m.in. historyka i genealoga, wiceprezesa OTG Jacka Malkowskiego nt. „Genealogia w południowej Wielkopolsce na przykładzie Ostrowskiego Towarzystwa Genealogicznego”, historyk i archiwisty Anety France nt. „Księgi metrykalne regionu ostrowskiego w archiwach państwowych i kościelnych” czy ppłk. dyp. w st. sp. inż. Henryka Przerwy nt. „Zarys genealogii rodu Przerwów z Odolanowa 1855-2005”[3].
- W ramach co dwumiesięcznych spotkań z potomkami znanych ostrowian m.in. spotkanie z przybyłą z Paryża Bettiną Lande, potomkinią pierwszego ostrowskiego rabina Jakoba ben Jicchak Halewi Lande oraz budowniczego synagogi Mortiza Lande.
- Odczyty Anety Franc oraz Edyty Pietrzak (pracownika Archiwum Państwowego w Kaliszu z pracowni naukowej) poświęcone zasadom korzystania z materiałów archiwalnych do celów badań genealogicznych.
- Drugi numer „Rocznika Ostrowskiego Towarzystwa Genealogicznego”, 2006[4].
- Prelekcja Zbysława Jeżewskiego o związkach harcerstwa z genealogią na przykładzie twórcy polskiego skautingu, Andrzeja Małkowskiego oraz jego żony Olgi z Drahnowskich. Promocja książki prelegenta pt. „Ostrowska Drużyna Harcerska im. Zawiszy Czarnego”.
- Odczyt Karola Paterskiego, pracownika Archiwum Państwowego w Kaliszu poświęcony wykorzystaniu Internetu w badaniach genealogicznych.
- Prelekcja Ewy Mielczarek, kierownik ostrowskiego USC nt. prawnych zasad korzystania z zasobów archiwalnych Urzędów Stanu Cywilnego w Polsce[5].
- Spotkanie z Götzem Urbanem z Niemiec, potomkiem zasłużonego dla miasta ostrowskiego pastora Arthura Rhode oraz prof. Romanem Dziergwą (UAM)[6].
- Opieka nad dawnymi nekropoliami Ostrowa oraz indeksacja grobów[7].
- Trzeci numer „Rocznika Ostrowskiego Towarzystwa Genealogicznego”, 2007.
- Wykłady m.in. Macieja Kowalczyka (UAM) nt. „Rejestracja zgonów żołnierzy poległych i zaginionych w szeregach armii pruskiej podczas I wojny światowej (1914-1918)”, Anety Franc (AP Zielona Góra) nt. „Wartość źródłowa opiekuńczych i spadkowych akt sądowych z czasów zaboru pruskiego w badaniach nad historią rodziny (1879-1919)”.
- Nadanie honorowego członkostwa Ewie Mielczarek oraz Tadeuszowi Krokosowi, prezesowi Polskiego Towarzystwa Historycznego w Kaliszu[8].
- Spotkanie z Łukaszem Bieleckim, inicjatorem akcji indeksowania i umieszczania w Internecie aktów małżeńskich z terenu Prowincji Poznańskiej (Poznań project).
- Sesja historyczna poświęcona Armii Hallera.
- Wystawa dawnych fotografii rodzinnych.
- Konferencja naukowa poświęcona wydarzeniom 1914 r. na pograniczu ostrowsko-kaliskim, organizowana wspólnie z PTH oddział w Kaliszu oraz International Military Historical Association.
- Wydanie czwartego numeru „Rocznika Ostrowskiego Towarzystwa Genealogicznego”.
- Wydanie płyty DVD „Źródła do dziejów II wojny światowej w powiecie ostrowskim”.
- Publikacja książki Grażyny Karolak "Przepisy naszych przodków" (r. 2011, ISBN 978-83-930587-1-6).